# نواه فيرهويفين
نواه فيرهويفين (بالإنجليزية: Noah Verhoeven)‏ (15 يونيو 1999 بسوري في كندا - ) هو لاعب كرة قدم أمريكي في مركز الوسط.

## روابط خارجية
- نواه فيرهويفين على موقع قاعدة بيانات كرة القدم.إي يو (الإنجليزية)
- نواه فيرهويفين على موقع Soccerway.com (الإنجليزية)